# قطعنامه ۱۷۸۰ شورای امنیت
قطعنامه ۱۷۸۰ شورای امنیت سازمان ملل متحد که در تاریخ ۱۵ اکتبر ۲۰۰۷ تصویب شد، سندی بین‌المللی دربارهٔ مسئلهٔ در مورد هاییتی است. این قطعنامه طی نشست ۵۷۵۸ام با ۱۵ رای موافق، ۰ مخالف و ۰ ممتنع تصویب شد.